# Rio Barbul
O Rio Barbul é um rio da Romênia afluente do Rio Timiş, localizado no distrito de Braşov.